# Pycreus acaulis
Pycreus acaulis är en halvgräsart som beskrevs av Ernest Nelmes. Pycreus acaulis ingår i släktet Pycreus och familjen halvgräs.
Artens utbredningsområde är Malawi. Inga underarter finns listade i Catalogue of Life.